# Liste der Monuments historiques in Tronville-en-Barrois
Die Liste der Monuments historiques in Tronville-en-Barrois führt die Monuments historiques in der französischen Gemeinde Tronville-en-Barrois auf.

## Liste der Immobilien
| Bezeichnung                                 | Beschreibung                                 | Standort                                        | Kennzeichnung | Schutzstatus | Datum | Bild           |
| ------------------------------------------- | -------------------------------------------- | ----------------------------------------------- | ------------- | ------------ | ----- | -------------- |
| Kirche Notre-Dame-de-l’Immaculée-Conception | ehemalige Wehrkirche, ab dem 12. Jahrhundert | Place de l’Église (Lage)                        | PA00106642    | Inscrit      | 1989  | weitere Bilder |
| Château du Tertre                           | heute Mairie; 1732 erbaut                    | 7 rue Salvador-Allende, 1 rue du Bouvret (Lage) | PA55000013    | Inscrit      | 1998  |                |

## Liste der Objekte
| Bezeichnung                                   | Beschreibung                                                  | Standort                                                  | Kennzeichnung | Schutzstatus | Datum | Bild |
| --------------------------------------------- | ------------------------------------------------------------- | --------------------------------------------------------- | ------------- | ------------ | ----- | ---- |
| Kelch                                         | Silber, vergoldet, bezeichnet 1774                            | in der Kirche Notre-Dame-de-l’Immaculée-Conception (Lage) | PM55000627    | Classé       | 1988  |      |
| Grabstein für Edmond Jean                     | Stein, bezeichnet 1858                                        | auf dem Friedhof (Lage)                                   | PM55002427    | Inscrit      | 1996  |      |
| Reliquiar des heiligen Lucian                 | Holz, bemalt, Glas, bezeichnet 1769                           | in der Kirche Notre-Dame-de-l’Immaculée-Conception (Lage) | PM55002719    | Inscrit      | 2010  |      |
| Gemälde Rosenkranzmadonna                     | Ölfarbe auf Leinwand, vergoldeter Holzrahmen, 18. Jahrhundert | in der Kirche Notre-Dame-de-l’Immaculée-Conception (Lage) | PM55002428    | Inscrit      | 1987  |      |
| Skulptur Heilige Barbara                      | Stein, farbig gefasst, Ende des 15. Jahrhunderts              | in der Kirche Notre-Dame-de-l’Immaculée-Conception (Lage) | PM55000626    | Classé       | 1911  |      |
| Brunnen                                       | Fayence, 18. Jahrhundert; eingelagert                         | in der Mairie (Lage)                                      | PM55000628    | Classé       | 1980  |      |
| Zehn Gemälde mit mythologischen Darstellungen | Ölfarbe auf Leinwand, datiert 1731/32, von Louis Yard         | in der Mairie (Lage)                                      | PM55000629    | Classé       | 1980  |      |
| Taufbecken                                    | Stein, 18. Jahrhundert                                        | in der Kirche Notre-Dame-de-l’Immaculée-Conception (Lage) | PM55002720    | Inscrit      | 2010  |      |